# The Essential Bruce Springsteen
The Essential Bruce Springsteen je kompilacijski album Brucea Springsteena objavljen 11. studenog 2003. Kolekcija je dio serije Essential koju izdaje Columbia Records. Springsteen je rekao kako je kolekcija prije svega namijenjena upoznavanju novih obožavatelja s njegovom glazbom; stoga, album sadrži pjesme sa svakog Springsteenova albuma od debija. Album je dostupan u dvodijelnom i trodijelnom izdanju; treći disk sadrži izbor rijetkih i neobjavljenih pjesama.
Album je 29. studenog 2003. debitirao na Billboard 200 na 14. mjestu, s prodajom od 90.000 primjeraka. Proveo je 13 tjedana na ljestvici. U Britaniji je dosegnuo 28. mjesto.

## Popis pjesama
Tekstovi i glazba: Bruce Springsteen. 
| 1.  | »Blinded by the Light«             | 5:05 |
| 2.  | »For You«                          | 4:24 |
| 3.  | »Spirit in the Night«              | 4:57 |
| 4.  | »4th of July, Asbury Park (Sandy)« | 5:37 |
| 5.  | »Rosalita (Come Out Tonight)«      | 7:04 |
| 6.  | »Thunder Road«                     | 4:50 |
| 7.  | »Born to Run«                      | 4:33 |
| 8.  | »Jungleland«                       | 9:37 |
| 9.  | »Badlands«                         | 4:03 |
| 10. | »Darkness on the Edge of Town«     | 4:31 |
| 11. | »The Promised Land«                | 4:31 |
| 12. | »The River«                        | 5:02 |
| 13. | »Hungry Heart«                     | 3:19 |
| 14. | »Nebraska«                         | 4:28 |
| 15. | »Atlantic City«                    | 3:59 |

| 1.  | »Born in the U.S.A.«               | 4:41 |
| 2.  | »Glory Days«                       | 4:17 |
| 3.  | »Dancing in the Dark«              | 4:04 |
| 4.  | »Tunnel of Love«                   | 5:11 |
| 5.  | »Brilliant Disguise«               | 4:17 |
| 6.  | »Human Touch«                      | 6:29 |
| 7.  | »Living Proof«                     | 4:47 |
| 8.  | »Lucky Town«                       | 3:28 |
| 9.  | »Streets of Philadelphia«          | 3:18 |
| 10. | »The Ghost of Tom Joad«            | 4:23 |
| 11. | »The Rising«                       | 4:50 |
| 12. | »Mary's Place«                     | 6:01 |
| 13. | »Lonesome Day«                     | 4:07 |
| 14. | »American Skin (41 Shots)« (uživo) | 7:52 |
| 15. | »Land of Hope and Dreams« (uživo)  | 9:25 |

| 1.  | »From Small Things (Big Things One Day Come)« | Snimljeno 1979., objavio Dave Edmunds na DE 7th 1982.                                                     | 2:42 |
| 2.  | »The Big Payback«                             | Kućna snimka nastala nakon snimanja albuma Nebraska.                                                      | 1:59 |
| 3.  | »Held Up Without a Gun« (uživo)               | Snimljeno uživo 31. prosinca 1980. u Nassau Coliseumu tijekom The River Toura.                            | 1:19 |
| 4.  | »Trapped« (uživo)                             | Pjesma Jimmyja Cliffa, snimljena uživo 6. kolovoza 1984. u Meadowlands Areni na Born in the U.S.A. Touru. | 5:10 |
| 5.  | »None But the Brave«                          | Snimljeno tijekom snimanja albuma Born in the U.S.A. The Hit Factoryju.                                   | 5:36 |
| 6.  | »Missing«                                     | Pojavljuje se u filmu Seana Penna Čuvar prijelaza.                                                        | 5:04 |
| 7.  | »Lift Me Up«                                  | Napisana za film Johna Saylesa Limbo.                                                                     | 5:14 |
| 8.  | »Viva Las Vegas«                              | Snimljena za dobrotvorni album časopisa NME.                                                              | 3:10 |
| 9.  | »County Fair«                                 | Snimljeno 1983. u Kaliforniji nakon snimanja albuma Nebraska.                                             | 4:50 |
| 10. | »Code of Silence« (uživo)                     | Pjesma Joea Grusheckyja, snimljena 2000. tijekom povratničke turneje s E Street Bandom.                   | 4:32 |
| 11. | »Dead Man Walkin'«                            | Napisana za film Odlazak u smrt.                                                                          | 2:43 |
| 12. | »Countin' on a Miracle« (akustična verzija)   | Audio dio snimljenog videa izvedenog na kraju svakog koncerta na The Rising Touru.                        | 5:03 |

## Vanjske poveznice
- Podaci o albumu  Arhivirana inačica izvorne stranice od 7. listopada 2006. (Wayback Machine)